# 东北特钢
东北特殊钢集团股份有限公司簡稱東北特鋼，原是一間中國地方國企。公司控股股東為江蘇沙鋼集團有限公司。其他股東為黑龍江省國有資產監督管理委員會（14.5191%）及中国东方资产管理公司（16.6740%）。公司總部設於遼寧省大连市。公司董事長為董事。
東北特鋼旗下大连特鋼、抚顺特钢，曾被譽為中國8大特殊钢廠之一， 現今東北特鋼集团、中信泰富特鋼集团及宝钢集团成為新三大特殊鋼廠。

## 歷史沿革
2003年大连钢铁集团有限责任公司由大连市政府轉歸遼寧省政府管理，成立辽宁特殊钢集团有限责任公司；抚顺特殊钢(集团)有限责任公司向辽宁特钢注入大部分持有的抚顺特殊钢股份，作為遼寧特鋼的注册资本。抚顺特钢集团成為辽宁特钢股東之一。 2004年黑龍江省政府向辽宁特钢注入大部分北滿特鋼股票作為注册资本，東北特殊鋼集團有限責任公司正式成立。 2003年其他股東為中国华融资产管理公司及中国信达资产管理公司。2005年中国信达將股票轉讓予中国建设银行；2010年建行將手持股票轉讓予遼寧国资委。
2010年抚顺特钢集团正式破產。 2011年清盤後東北特鋼從抚顺特钢集团接收了抚顺特钢股份的股票，遼寧省國資委旗下的辽宁省国有资产经营有限公司則由抚顺特钢集团接收了東北特鋼的股票。
2014年中国华融將手持股票轉讓予遼寧国资委。
東北特鋼多次出售上交所上市公司抚顺特钢套現，至今(2015年年底)下降至38.58%。
2015年楊華接替赵明远，擔任東北特鋼董事長、黨委書記。
2016年3月，楊華上弔自殺。同月首次東北特鋼债券违约，及後多次债券违约。
2019年2月，已经退休三年的赵明远因涉嫌违法违纪接受调查，并于同年8月被开除党籍。纪检部门认定其“滥用职权致使国家利益遭受特别重大损失”。

## 子公司
- 大连特鋼 (100%)

## 股权投资
- 抚顺特钢 (38.58%、上市公司)